# Jinfengopteryx elegans

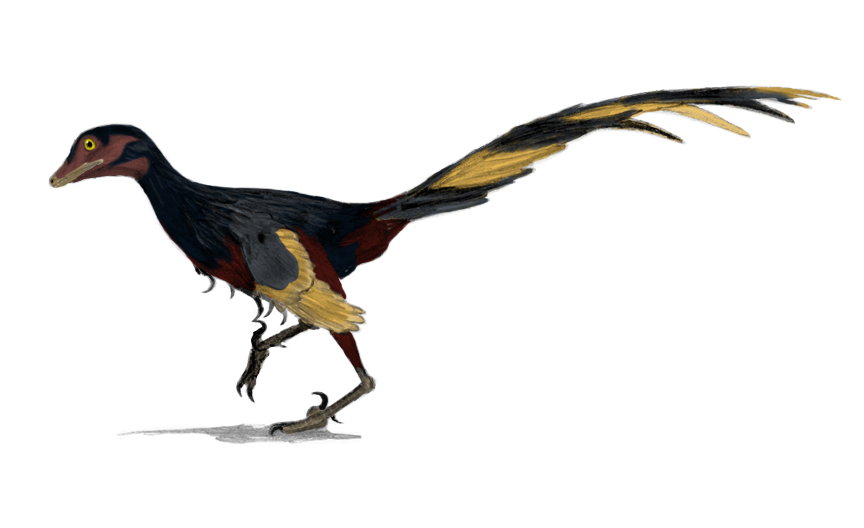
Recreació artística

Jinfengopteryx elegans és una espècie de dinosaure maniraptor que arribava als 55 cm de longitud. Les seves restes fòssils es van trobar al membre Qiaotou de la formació de Huajiying de la província Hebei, Xina, i és d'una antiguitat incerta. La formació Huajiyin limita per sota amb la més ben coneguda formació de Yixian, del Cretaci inferior, pel que la formació pot ser tant del Cretaci inferior com del Juràssic superior. Jinfengopteryx es va preservar amb extenses impressions de plomes pennàcies, però no presenta plomes de vol a les extremitats posteriors, com sí que es dona a dinosaures emparentats com Pedopenna.